# Thorkild Guttormsen Rosaas
Thorkild Guttormsen Rosaas, T.G. Rosaas, född 1 oktober 1841 i Evje (nu Iveland), död 23 juni 1913 i Berg vid Larvik, var en norsk missionär. 
Rosaas sändes 1869 till Madagaskar, där han 1872–1907 förestod missionsstationen i Antsirabe. I dess närhet upprättade han en koloni för leprasjuka, som snart under hans ledning utvecklades betydligt och som han skildrade i Korsets lægedom. Missionsarbejdet blandt de spedalske paa Madagaskar  (1910).